# よすがシナリオパレェド
『よすがシナリオパレェド』は、三田誠原作・川崎宙作画による、日本の漫画作品。
漫画アイコンには「天才少女が、ソシャゲの作り方教えます。」との文言が書かれている。
2018年6月29日よりマガジンポケットで連載されたものの、2019年5月24日に連載が中断され、最終章がシナリオ形式での発表となった。

## あらすじ
「物語恐怖症」の主人公・桜橋由二は喫茶店「シェヘラザード」の喫茶店バイトに行く。しかし、そこはソーシャルゲームのシナリオライターやライトノベルを書く小説家らの経営するライター喫茶であった。

## 登場人物
桜橋 由二（さくらばし ゆうじ）
本作の主人公。海宝高校の2年生。物語を読むと吐いてしまうという「物語恐怖症」を患っている。本人曰く「運が偏る」ほど異常に運を引き寄せる力があるため、ソーシャルゲームのガチャでレアリティの高いキャラクターを引き当てるために他人からガチャを頼まれることがある。また、その運のせいでバイト先が繁盛しすぎて潰れることがよくある。
辻崎 海咲（つじさき みさき）
主人公と同じく、海宝高校の2年生。
明神 よすが（みょうじん よすが）
喫茶店「シェヘラザード」のオーナー。大人気ソーシャルゲーム『Gate of Guardian（通称・GOG）』のメインライター。しばしば「天才少女」と称される。
蓮条 迅（れんじょう じん）
喫茶店「シェヘラザード」のバリスタ。アニメ脚本が主だが、チーフライターも務めている。代表作は『まじっくアンティーク』。
坂口 孝一郎（さかぐち こういちろう）
喫茶店「シェヘラザード」の経理担当。ラノベ作家やゲームデザイナーとしても活躍しており、代表作は『絶海のゲヘナ』。
切丸 小次郎（きりまる こじろう）
喫茶店「シェヘラザード」のパティシエ。漫画原作者。代表作は『クルセイダー・アギト』。
青ヶ峰 秀明（あおがみね ひであき）
喫茶店「シェヘラザード」の料理人。ラノベ作家。代表作は『モンジュク!!』。
佳城 一陽（かじょう いちよう）
　  小説家。文壇の重鎮でもある。
檜垣 双（ひがき そう）
　  純文学からミステリーまで幅広い分野を描く。代表作に『孤独の爪』『奴隷ゲーム』（漫画原作）を持つ。

## マガジンポケットでの配信状況
| 話数               | 副題                                                           | 配信日         | 備考                       |
| ------------------ | -------------------------------------------------------------- | -------------- | -------------------------- |
| 第1話              | シェヘラザードへようこそ（前編）                               | 2018年6月29日  |                            |
| 第2話              | シェヘラザードへようこそ（後編）                               | 2018年6月29日  |                            |
| 第3話              | 古強者（ふるつわもの）                                         | 2018年7月6日   |                            |
| 第4話              | 正しい作品                                                     | 2018年7月13日  |                            |
| 第5話              | 才能の水面に                                                   | 2018年7月20日  |                            |
| 第6話              | 物語の森                                                       | 2018年8月3日   |                            |
| 番外編①            | 『服着てください！よすがさん』                                 | 2018年8月10日  |                            |
| 第7話              | 100,000円と人魚姫                                              | 2018年8月17日  |                            |
| 番外編②            | 「幼馴染みに幸運を」                                           | 2018年8月24日  |                            |
| 第8話              | 参観日                                                         | 2018年8月31日  |                            |
| 番外編③            | 「コスプレ回」                                                 | 2018年9月7日   |                            |
| 第9話              | 細胞                                                           | 2018年9月14日  |                            |
| 番外編④            | 「コスプレ回～冒険者たちの覚悟～」                             | 2018年9月21日  |                            |
| 第10話             | 檜垣双                                                         | 2018年9月28日  |                            |
| 発売記念特別番外編 | 原作(三田誠)×作画(川崎宙)& 担当西島編集(ホシ)in シェヘラザード | 2018年10月5日  |                            |
| 第11話             | 大書庫                                                         | 2018年10月12日 |                            |
| 第12話             | 酸素                                                           | 2018年10月26日 |                            |
| 第13話             | 組む                                                           | 2018年11月9日  |                            |
| 第14話             | 宵の口に立つーー                                               | 2018年11月23日 |                            |
| 第15話             | 氷の世界                                                       | 2018年12月7日  |                            |
| 第16話             | 相棒                                                           | 2018年12月21日 |                            |
| 第17話             | 行方                                                           | 2019年1月4日   |                            |
| 第18話             | 嵐来（キタ）る                                                 | 2019年1月25日  |                            |
| 第19話             | 屈折したもの                                                   | 2019年2月8日   |                            |
| 第20話             | 答え合わせ                                                     | 2019年2月22日  |                            |
| 第21話             | 選ぶ道                                                         | 2019年3月8日   |                            |
| 第22話             | 産声                                                           | 2019年3月22日  |                            |
| 第23話             | 指揮者                                                         | 2019年4月5日   |                            |
| 第24話             | 初まり                                                         | 2019年4月19日  |                            |
|                    | 【お知らせ】                                                   | 2019年5月24日  | 同作の連載中断が発表される |
| 第25話             | 光よ                                                           | 2019年5月24日  |                            |
| 最終話             |                                                                | 2019年5月24日  | シナリオ形式での発表       |

## 書籍情報
|    | 題名                                              | 目次 | 発行日（発売日） | ISBN              |
| -- | ------------------------------------------------- | --- | ---------------- | ----------------- |
| 1. | よすがシナリオパレェド = YOSUGA SCENARIO PARADE 1 | - シェヘラザードへようこそ（前編） - シェヘラザードへようこそ（後編） - 古強者 - 正しい作品 - 才能の水面に - 物語の森 - １００，０００円と人魚姫 - 参観日 | 2018年10月       | 978-4-06-513074-2 |
| 2. | よすがシナリオパレェド = YOSUGA SCENARIO PARADE 2 | - 細胞 - 檜垣双 - 大書庫 - 酸素 - 組む - 宵の口に立つ－－ - 氷の世界 - 相棒 - 行方 - 嵐来る                                                               | 2019年2月        | 978-4-06-514132-8 |